# Grand orchestre de charité de Noël
Le Grand orchestre de charité de Noël (en polonais : Wielka Orkiestra Świątecznej Pomocy, abrégé en WOŚP) est une des plus grandes fondations à but non lucratif de Pologne, dont le premier objectif consiste en activités relatives à la protection de la santé et de la vie des malades, en particulier les enfants, et l’action en faveur de l’amélioration de leur état de santé et de la prévention de maladies. 
Depuis 2015, la fondation aide aussi les personnes âgées.
Le Grand orchestre est notamment connu pour le concert organisé chaque année : la Finale du Grand orchestre de charité de Noël, mais aussi pour le Pol'and'Rock Festival.

## Historique
La fondation est créée le 2 mars 1993 à Varsovie par Jerzy Owsiak (en), journaliste qui est également animateur de la manifestation télévisée, et sa femme Lidia Niedźwiedzka-Owsiak. Lors de la première finale 1,5 million de dollars a été collecté et destiné à l’achat du matériel de cardiochirurgie pour les hôpitaux pédiatriques en Pologne.
À partir du 1er septembre 2004 la fondation a le statut de l’organisation d’utilité publique, ce qui lui permet de recevoir 1 % des impôts sur le revenu de ses donateurs. Depuis 2022, c'est 1,5 % qui sont reversés,.
Les 30 éditions du Grand Orchestre ont permis de récolter 1,75 milliard de złotys de dons,. L’argent a servi à l’achat des équipements médicaux pour plus de 650 établissement en Pologne.

## Finale du Grand orchestre de charité de Noël
Un grand concert annuel est organisé par l'orchestre, appelé la Finale du Grand orchestre de charité de Noël. Il s'agit de la manifestation la plus connue de cette organisation. Lors de la finale, « le grand orchestre » se produit en Pologne et à l’étranger : les bénéfices des concerts de musique, manifestations sportives et culturelles organisés à cette occasion sont destinés à la réalisation des objectifs de la fondation. Lors de la Finale plusieurs formes de levées de fonds sont également organisées, dont la plus importante est une collecte publique de fonds dans les rues de villes et villages de Pologne et à l'étranger menée par de nombreux bénévoles. Des enchères en ligne sont également organisées en partenariat avec la plateforme Allegro. L’argent collecté est destiné aux actions liées à la protection de la santé, en particulier en ce qui concerne les enfants.
La Finale est une manifestation annuelle, populaire en Pologne, au même titre que le concert des Enfoirés pour Les Restos du Cœur en France. L’émission télévisée consacrée aux relations des manifestations à Paris et à l’étranger est diffusée par les chaînes de télévisions.